# Simha Flapan
Simha Flapan (né le 27 janvier 1911 à Tomaszów Mazowiecki, Pologne, mort en avril 1987 en Israël) est un historien et homme politique israélien, connu pour son livre The Birth of Israël: Myths And Realities (La Naissance d'Israël : mythes et réalités), une des premières études des nouveaux historiens israéliens, auxquels on le rattache bien qu'il fût de la génération précédente.

## Carrière
Simha Flapan émigre en Palestine en 1930. Il devient secrétaire national du parti sioniste de gauche Mapam, et son directeur des Affaires arabes de 1954 à 1981. Il fonde et dirige le mensuel du Moyen-Orient New Outlook, ainsi que le « Jewish Arab Institute » (Institut judéo-arabe) et l'« Israeli Peace Research Institute » (Institut israélien de recherche pour la paix).
Il est un temps lecteur au Centre des affaires internationales de l'université Harvard, professeur associé au Centre des études moyennes-orientales d'Harvard et à l'Institut royal des affaires internationales de Londres.

## Travaux
Considéré comme faisant partie des nouveaux historiens israéliens, il porte un œil plus critique sur l'entreprise sioniste. Ainsi en 1979, dans la préface de son livre Zionism and the Palestinians (Le Sionisme et les Palestiniens), Flapan écrit : 

« Pour dissiper tout malentendu, je veux qu'il soit bien clair que ma croyance en la justification morale du sionisme n'est pas remise en cause par ma réévaluation critique du leadership sioniste. L'histoire du sionisme démontre à quel point l'urgence à créer une nouvelle société incarnant les valeurs universelles de démocratie et de justice sociale fut inhérente au mouvement sioniste et responsable de ses progrès dans des conditions défavorables. Aujourd'hui le problème d'Israël tient dans la désintégration de ces valeurs, due en grande partie à l'ivresse des succès militaires et à la croyance dans le fait que la supériorité militaire est un substitut à la paix. À moins que les valeurs libérales et progressistes du sionisme soient restaurées et les droits des Palestiniens à l'auto-détermination au sein d'un cadre de coexistence pacifique reconnus, la quête de paix d'Israël est vouée à l'échec. Je crois fermement que ces tendances deviendront ultimement la force décisive en Israël. »

## Publications
- Zionism and the Palestinians, Croom and Helm, Londres, 1979
- The Birth of Israël: Myths And Realities, Pantheon Books, New York, 1987  (ISBN 0-394-55888-X)